# USS Gonzalez (DDG-66)
USS Gonzalez (DDG-66) je americký torpédoborec třídy Arleigh Burke. Je šestnáctou postavenou jednotkou své třídy. Postaven byl v letech 1994–1996 loděnicí Bath Iron Works ve městě Bath ve státě Maine. Torpédoborec byl objednán v roce 1991, dne 3. února 1994 byla zahájena jeho stavba, hotový trup byl spuštěn na vodu 18. února 1995 a 12. října 1996 byl zařazen do služby.

## Služba

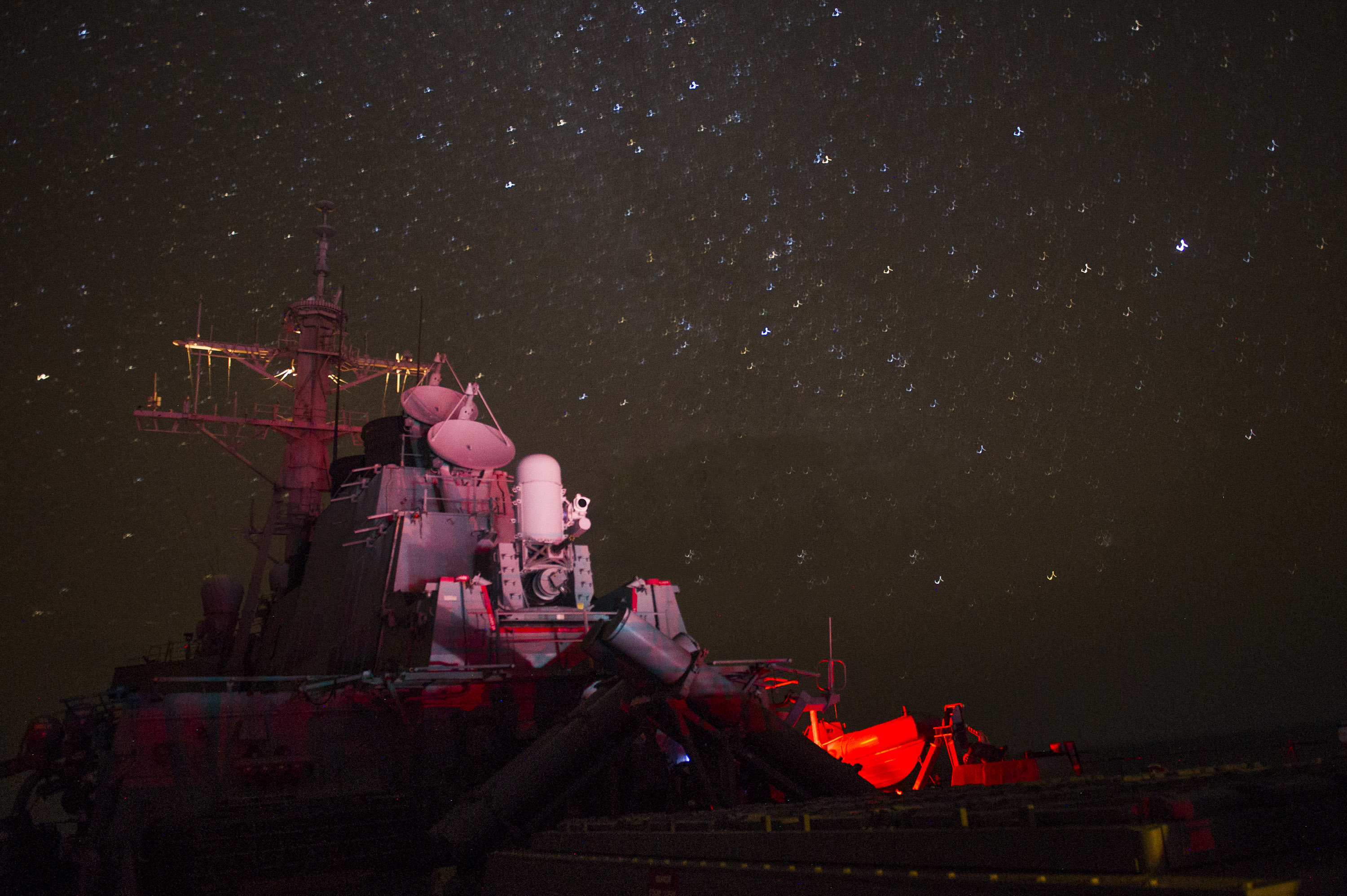
Noční pohled na USS Gonzalez zezadu

Během prvního operačního nasazení v letech 1998–1999 se účastnil operace Spojenecká síla v Jaderském moři a operace Southern Watch v Arabském zálivu.